# How Many Licks?
"How Many Licks" é o primeiro single do segundo álbum da rapper americana Lil' Kim, The Notorious K.I.M.. O refrão é cantado pelo cantor de R&B Sisqó. É considerado como um hino atrevido e excitante.

## Vídeo musical
O vídeo da música segue uma história em que o protagonista, Kim, lança uma linha de bonecas comestíveis em sua própria semelhança, destinados a serem utilizados por colegas para a prática de cunnilingus. Na estrofe inicial, Kim trauteia sobre a população grande e heterogênea de homens com quem ela se envolveu em relações sexuais, e como têm satisfeito sexualmente e não sexualmente. A estatueta introduzida durante esta sequência é batizada de "Candy Kim".

## Faixas
- German CD single[1]

1. "How Many Licks?" (Album Version) - 3:54
2. "How Many Licks?" (Soul Society Remix) (Clean Version) - 3:49

- UK Promo CD

1. "How Many Licks?" (Clean Radio Version) - 3:57
2. "How Many Licks?" (Squeaky Clean Radio Version) - 3:57
3. "How Many Licks?" (Instrumental) - 3:57

- European/Australian Maxi CD[2]

1. "How Many Licks?" (Soul Society Remix) (Clean Version) - 3:48
2. "How Many Licks?" (Sicknote 2 Step Remix) (Clean Version) - 4:13
3. "How Many Licks?" (Simon Vegas Remix) (Clean Version) - 3:53
4. "How Many Licks?" (Radio Edit) (Clean Version) - 3:57
5. Enhanced Video

- US Remix Promo CD

1. "How Many Licks?" (The Neptunes Remix) (Feat. Snoop Dogg, Kelis, Lil' Cease, Pharrell Williams (Explicit) - 4:47
2. "How Many Licks?" (The Neptunes Remix) (Feat. Snoop Dogg, Kelis, Lil' Cease, Pharrell Williams (Clean) - 4:44

## Desempenho nas paradas
"How Many Licks?" estreou na Billboard Hot 100, no número 90 e subiu para o seu pico no número 75. Ele fez muito melhor no Hot R&B / Hip-Hop Singles & Tracks, chegando ao número 36. No gráfico Hot Singles da batida fez o melhor pico no número 11. A canção se tornou um enorme sucesso no final de 2000 na Holanda, onde alcançou o número 6 no Top 100 holandês, tendo ficado 13 semanas nessa parada.
| Chart (2000)                  | Melhor posição |
| ----------------------------- | -------------- |
| Australian ARIA Singles Chart | 57             |
| Belgium Singles Chart         | 7              |
| Dutch Top 40                  | 6              |
| German Singles Chart          | 33             |
| US Billboard Hot 100          | 75             |
| US Hot R&B/Hip-Hop Songs      | 36             |
| US Hot Rap Songs              | 11             |